# Walter Lohmann
Pour les articles homonymes, voir Lohmann.

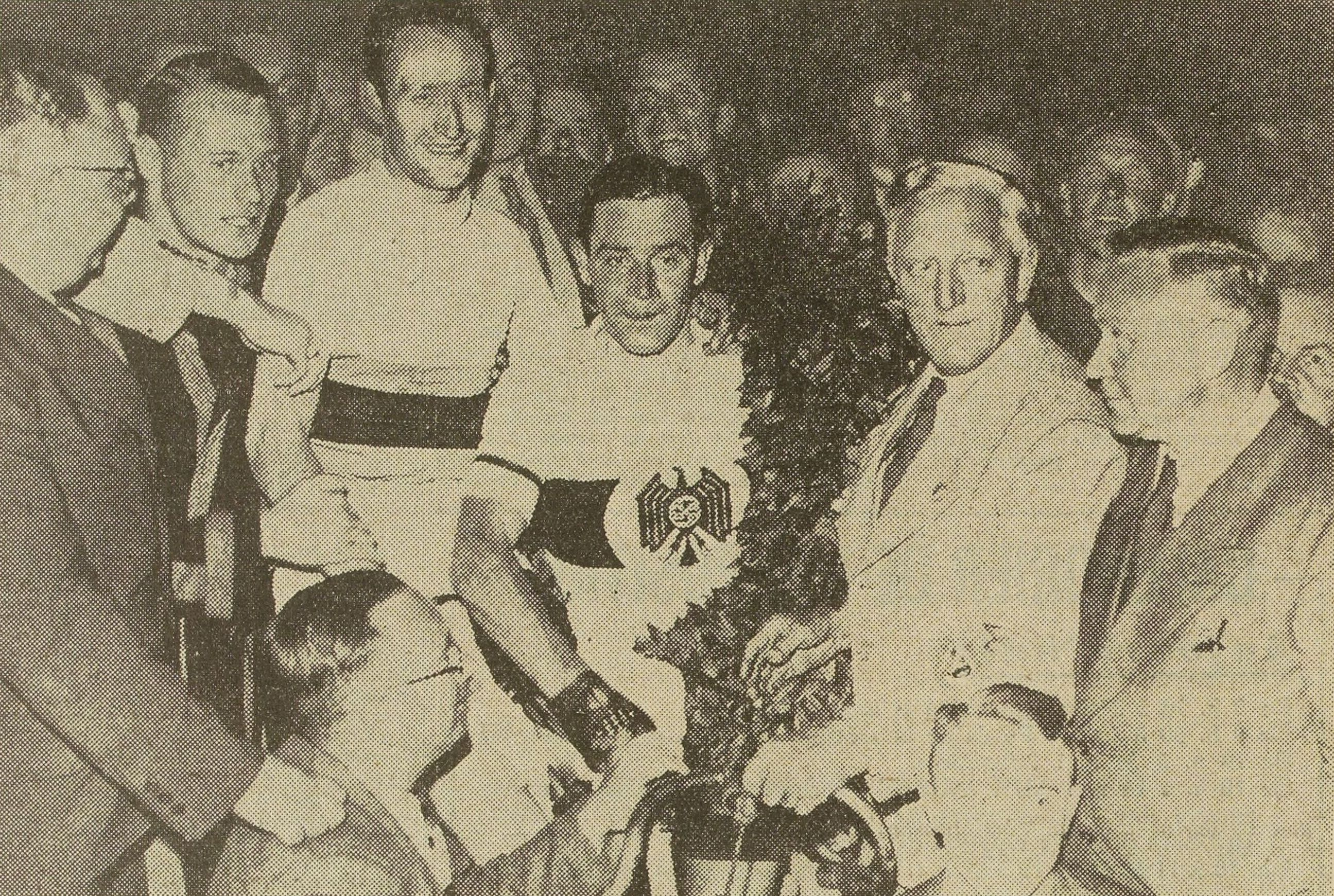
Après sa victoire dans le championnat du monde de demi-fond 1937, Walter Lohmann (à gauche) et Adolf Schön troisième (à droite).

Walter Lohmann, né le 21 juillet 1911 à Bochum et mort le 18 avril 1993 à Sion en Suisse est un coureur cycliste professionnel allemand actif entre 1932 et 1957. Il a remporté les championnats du monde de demi-fond en 1937.

## Biographie
Son père, ingénieur, est directeur des travaux d'architecture à Bochum. Adolescent, il s'intéresse au football et à l'athlétisme et fréquente une école de commerce où il finit son apprentissage. En 1927, il commence à s'entraîner à la course sur route. En 1932, il remporte Berlin-Cottbus-Berlin, Bochum-Münster-Bochum et Rund um Dortmund et termine à la sixième place des championnats du monde sur route amateur à Rome. Deux ans plus tard, il remporte les six jours de Berlin avec Viktor Rausch, passe au demi-fond et fait ses débuts à l'école des stayers d'Eberfeld,.
Il participe à ses premières courses de stayers derrière l'entraineur Willi Heßlich (de) dans une compétition pour les nouveaux stayers en 1934 à Forst. En 1935 et 1936, il remporte le Grand Prix de Noël des stayers à Dortmund en battant Erich Möller. En 1936, il est le deuxième meilleur stayer allemand avec 13 victoires et 10 deuxième place derrière Erich Metze (22 et 10),.
Finaliste des championnats du monde de demi-fond en 1935, et 1936,, il les remporte en 1937,,,,, et termine à la deuxième place en 1938.
En 1937, il vient à Paris courir un match franco-allemand au Vel' d'Hiv' avec Georges Paillard, Georges Wambst et Louis Minardi vs. Walter Lohmann, Erich Metze et Adolf Schön,,.
En 1936, Il est entrainé par Arnulf Meinhold (de),, en 1938 par le suisse Georges Groslimond puis en 1941 par Joseph Merkens,.
Entre 1938 et 1953, il remporte 10 titres nationaux et termine trois fois à la deuxième place.
En 1950, il est le premier coureur allemand à venir courir à Paris après la seconde guerre mondiale,,.
En 1952, il remporte à nouveau l'argent aux Championnats du monde à Paris. Il remporte la roue d'or d'Erfurt en 1942 et 1953. Au total, il a remporté plus de 600 courses au cours de sa carrière.
En 1954, il est suspendu environ un an après une querelle avec Gustav Kilian, un coureur, et Otto Weckerling, directeur d'une course de six jours, qu'il accuse de manipuler la compétition. Le 24 octobre 1955, à 44 ans, il établit deux records du monde : des 100 km (en 1h 03' 40") et en course d'une heure (96.016 kilomètres). Le 16 septembre 1957, Lohmann fait sa course d'adieu au vélodrome de Francfort.
Après sa retraite, il ouvre un restaurant dans le centre de Bochum, il possède également une station-service. Pendant quelques mois, il travaille comme entraîneur national, mais démissionne en raison de différends avec la fédération allemande de cyclisme.
Au printemps 1962, il fonde une école de stayer à Francfort, où il forme de jeunes coureurs comme Heinz Staudacher pour les courses de demi-fond.
En 1979, il est grièvement blessé dans un accident de ski qui nécessite des soins infirmiers prodigués par sa femme Irmgard. Il est décédé en 1993.

## Palmarès sur route
- 1932
  - Berlin-Cottbus-Berlin (amateur)
  - Bochum-Münster-Bochum
  - Rund um Dortmund

## Palmarès sur piste

### Championnats du monde
- Copenhague 1937
  -  Champion du monde de demi-fond
- Amsterdam 1938
  -  Médaillé d'argent du demi-fond professionnels
- Paris 1952
  -  Médaillé d'argent du demi-fond professionnels

### Championnat d'Allemagne
- : Champion d'Allemagne de demi-fond en 1938[28], 1941[29],[30], 1943, 1944, 1946, 1948, 1949, 1951, 1952 et 1953

### Six jours
- Berlin : 1934 avec Viktor Rausch

### Autres résultats notables
- Prix Albert Linton au Vel'd'Hiv' 1935[31]
- Roue d'Or de Berlin : 1937[32], juin 1938[33], aout 1938[34] et 1942[35].
- Grand Prix de Stuttgart 1941[36]
- Grand Prix d'Erfurt : 1941[37]
- Roue d'Or d'Erfurt : 1942[38] et 1953
- Grand Prix d'Hiver de Zurich : 1942[39]
- Grand Prix de Vienne : 1943[40]

## Vie privée
Il se marie le 26 aout 1938

## Hommage
En 1951, Walter Lohmann est honoré par sa ville natale de Bochum en tant qu'athlète méritant. En 1996, l'école permanente de Forst porte son nom. Depuis 2005, le trophée commémoratif Walter Lohmann commémore le coureur professionnel dans le cadre du Tour de Bochum.
En 2009, une piste d'entraînement à Bochum a été baptisée "Walter-Lohmann-Ring",.